# Joan II del Vienès
Joan II de la Tour du Pin (nascut vers el 1280 - mort el 5 de març de 1319 a Pont de Sorgues, prop d'Avinyó) va ser delfí del Vienès de vers 1307 a 1318. Era fill d'Humbert I de la Tour du Pin, delfí de Vienès i senyor de la Tour-du-Pin, i d'Anna de Borgonya, delfina del Vienès.

## Biografia
L'obra política principal d'aquest delfí fou la de jalonar la frontera delfino-savoiana de viles noves fortificades per reforçar la seva defensa. Joan II volia utilitzar la treva entre el Delfinat i Savoia per reforçar una frontera que no estava fins aleshores defensada més que per arbres. Aquesta política és idèntica a la practicada pels reis d'Anglaterra a Aquitània a la mateixa època. Va intentar atreure-hi, per concessions de terres apressades al bosc i per drets d'ús per la construcció de cases, habitants que a canvi, en les cavalcades, estarien a feble distància de proteccions, si bé haurien de participar en el manteniment de les seves muralles per resistir a les incursions savoianes. Atorgant franquícies a aquestes viles, va atreure i fixar als habitants sobre el terreny, participant així en la defensa del territori. 	
És en aquesta època que les viles de La Buissière i Avalon foren cenyides d'una muralla formant així una vila castral. Aquest mur fou finançat pels burgesos mateixos que pagaren un cànon en espècie dita vingtain que fou llevat per primera vegada el 1310. La carta de franquícia de La Buissière fou concedida a la mateixa època per aquest delfí entre 1308 i 1315. Avalon va rebre la seva carta de franquícia l'agost de 1313 poc després que la vila hagués estat incendiada pels savoians, ja que no estava defensada més que per una palissada de fusta. Joan II va anar sovint a La Buissière i Avalon en el transcurs del seu regnat, de manera versemblant per verificar l'avançament dels treballs de fortificació.
Va morir el 5 de març de 1319 en el camí de tornada d'una visita a la cort del Papa a Avinyó, a Pont de Sorgues, petita vila a una llegua (uns 5 km) d'Avinyó.

## Matrimoni i fills
Es va casar el 1296 amb Beatriu d'Hongria, filla de Carles Martell, rei titular d'Hongria, i de Clemència d'Habsburg. Van tenir dos fills:
- Guigó VIII (1309 † 1333), delfí del Vienès;
- Humbert II (1312 † 1355), delfí del Vienès.